# Daniel Clark (basket-ball)
Pour les articles homonymes, voir Daniel Clark (homonymie) et Clark.
Daniel Mark Clark, né le 16 septembre 1988 à Londres, en Angleterre, est un joueur anglais de basket-ball. Il évolue au poste de pivot.